# Chiclana de la Frontera (kommun)
Chiclana de la Frontera är en kommun i Spanien.   Den ligger i provinsen Provincia de Cádiz och regionen Andalusien, i den södra delen av landet, 500 km söder om huvudstaden Madrid. Antalet invånare är 81 113.